# Музей этнографии (Могилёв)
Музей этнографии в Могилёве является филиалом Могилёвского областного историко-краеведческого музея. Располагается по адресу ул. Первомайская № 8. Открыт в 1981 году.
Площадь экспозиции 760 м², 4,5 тыс. предметов основного фонда (2000). Материалы музея знакомят с состоянием материальной и духовной культуры крестьян Могилевского Поднепровья городского быта могилевчан конца XIX — начала XX веков. Среди экспонатов — орудия труда, предметы быта, национальная одежда могилевских и краснопольских костюмов, коллекция подлинных могилёвских полотенец, иконы, изразцы и деревянная скульптура XVII — XIX веков, церковные книги, журналы XIX — начала XX веков.
Здание музея стоит на фундаменте Могилёвского иезуитского коллегиума. Внутренняя стена, которая выходит во двор музея, является аутентичной стеной XVIII века, бывшей частью коллегиума.

Интерьеры
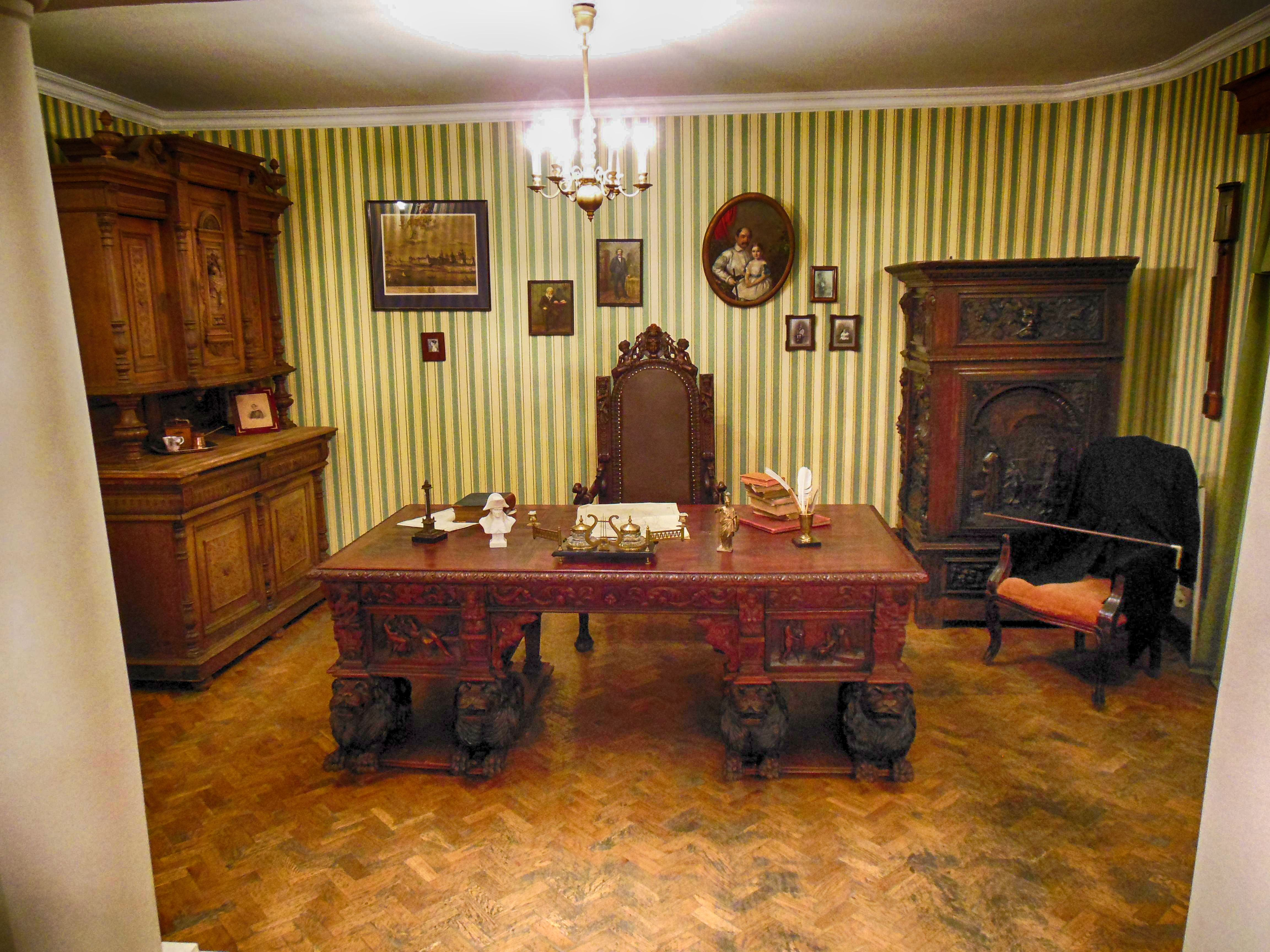
Кабинет чиновника
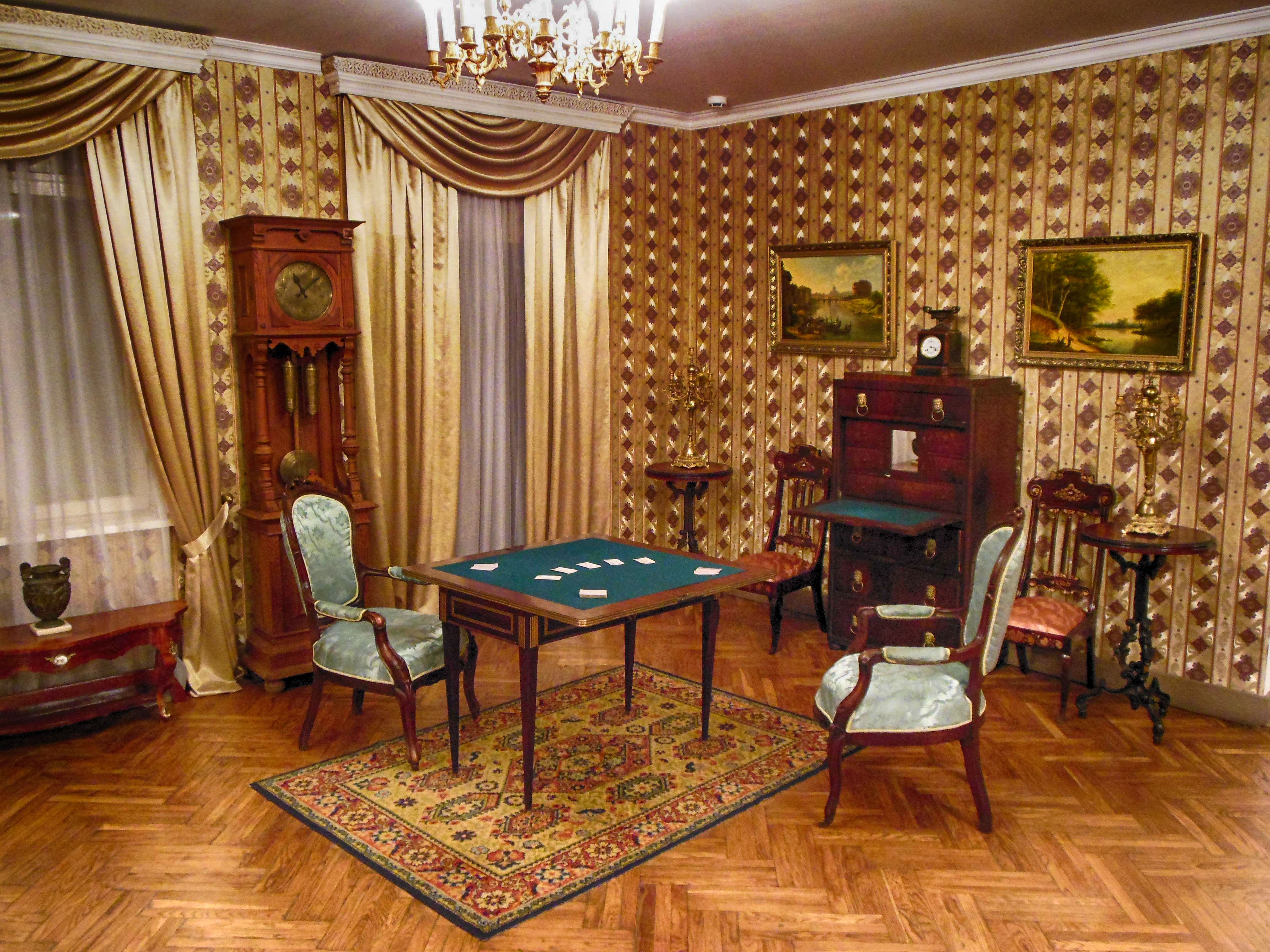
Дворянская гостиная
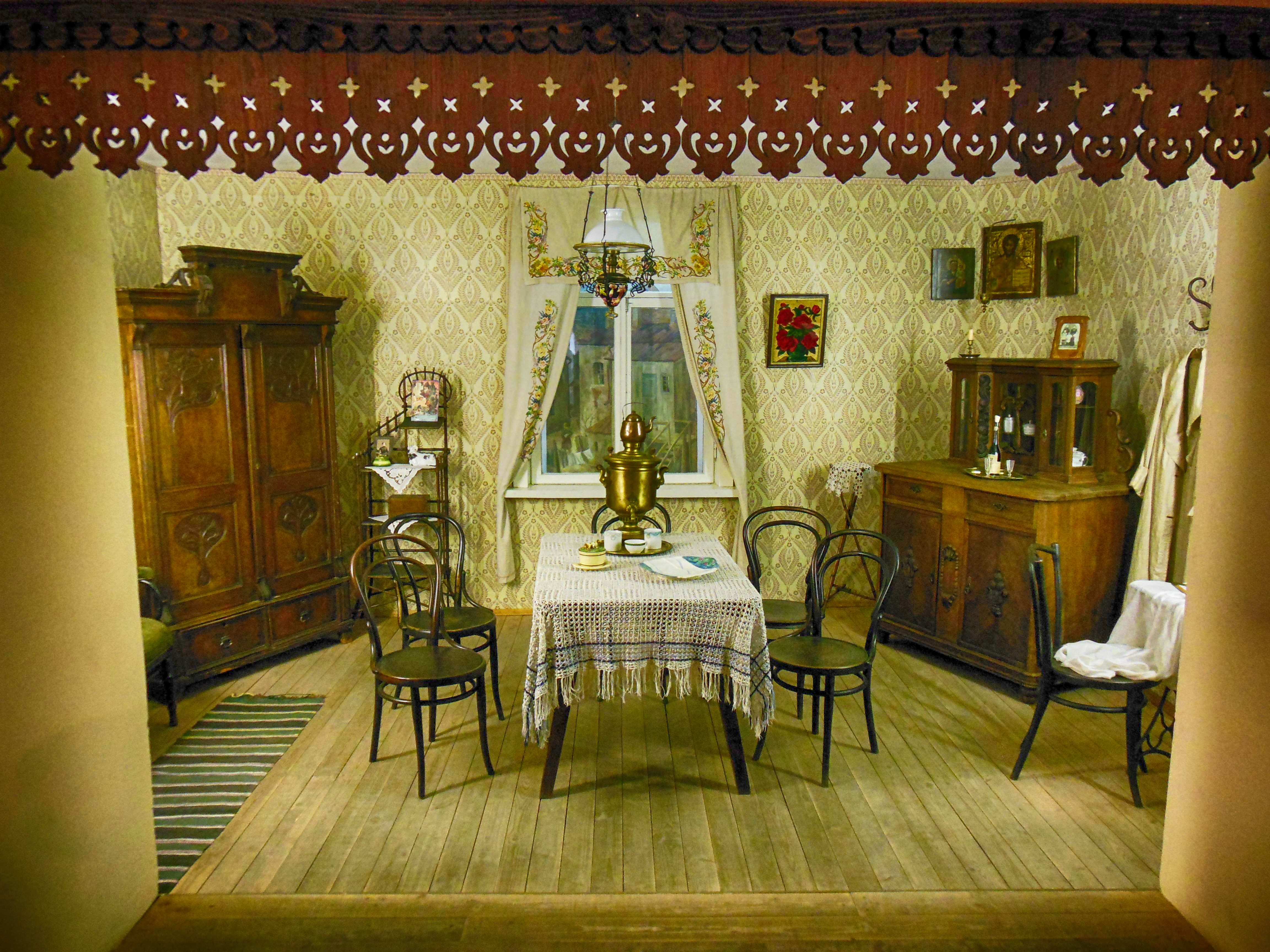
Мещанский интерьер